# Sant Esteve de Peracolls
Sant Esteve de Peracolls és una església del municipi d'Artesa de Segre (Noguera) inclosa en l'Inventari del Patrimoni Arquitectònic de Catalunya.
Encinglerada vora el barranc de Peracolls, pertany administrativament al municipi d'Artesa de Segre però correspon geogràficament a la Baronia de Rialb. És una de les moltes esglésies situades en els extrems de les cingleres del vessant sud de la serra de Comiols. Prop de l'església hi ha vestigis d'hàbitats troglodítics.

## Història
Va dependre del monestir de Santa Cecília d'Elins, en un primer moment, a través de Sant Cristòfol de Salinoves. Fou un dels béns amb què es dotà Sant Cristòfol l'any 949, segons es recull de l'acta de consagració. També es documenta en l'acta de consagració de Santa Cecília d'Elins el 1080. En aquest document es fa esment de Sant Esteve de «Speluncella» i aquesta església no podia ser altra que Sant Esteve de Peracolls. El topònim «Speluncella» s'ha conservat com a nom d'una masia propera, sota la forma «Espuellà».

## Arquitectura

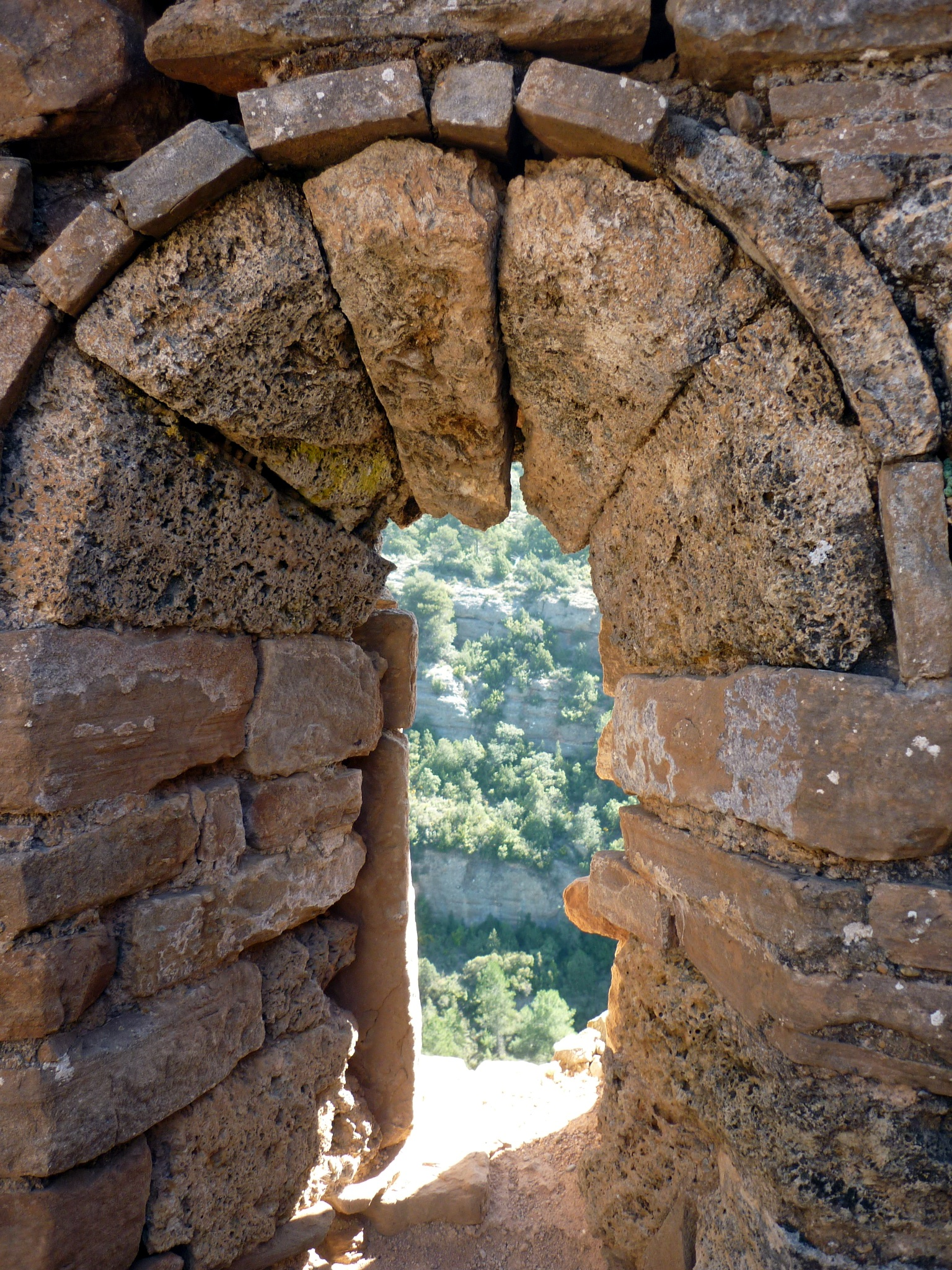
Finestra de doble esqueixada a l'absis. Dovelles extradossades amb una filada de lloses

És d'una sola nau, coberta amb volta de canó de perfil semicircular, reforçada per dos arcs torals i capçada a llevant per un absis semicircular obert a través d'un arc presbiteral. El tram de llevant de la nau presenta el murs articulats per dos arcs formers. En el tram central del mur nord n'hi ha un altre, centrat i de major diàmetre. En el mur sud s'obre la porta, resolta en arc de mig punt. Al costat hi ha un nínxol buidat al mur, amb la part superior triangular formada per dues lloses. A nord i a ponent hi ha altres petits nínxols, quadrats. A ponent hi havia una finestra cruciforme. Al tram de ponent del mur sud, s'obre una finestra d'una esqueixada i als arcs dels trams de llevant hi ha finestres de doble esqueixada, disposades simètricament. Al centre de l'absis, finestra de doble esqueixada amb les dovelles dels arcs interiors i exteriors extradossades per una filada de lloses planes. Sobre la façana de ponent, restes d'un campanar de quatre obertures d'un sol pis, amb una finestra d'arc de mig punt a cada façana. Les façanes són mancades de decoraci´lo, llevat de la façana absidal on hi ha una decoració formada per motius llombards, d'arcuacions sota el ràfec en sèries de dues entre lesenes. L'aparell és format per carreus allargassats, simplement escairats sense polir, disposats en filades uniformes i regulars.
Les construccions constructives i decoratives indiquen clarament que l'església de Sant Esteve de Peracolls és una obra datable al segle xi, concebuda i executada dins els models de l'arquitectura llombarda.